# Carpetright
Carpetright is een detailhandel in vloerbekleding en raamdecoratie. Het bedrijf is eigendom van Tapi Carpets en is actief in verscheidene Europese landen waaronder Nederland, het Verenigd Koninkrijk en (tot 2024) België.

## Historiek
Carpetright werd in 1988 opgericht door Philip Harris. Initieel had het bedrijf één winkel in de Londense wijk Canning Town en een magazijn in Barking. Het bedrijf breidde gestaag uit en tegen 1993, toen het naar de Londense Beurs trok, baatte het 116 eigen winkels uit en haalde het een jaaromzet van 79 miljoen Britse pond. Tegen 1996 was het aantal winkels toegenomen tot 246 en de omzet gegroeid to 185 miljoen pond. In 1999 werd de overname van de bedrijven Carpetland en Allied Carpets afgerond. In datzelfde jaar opende het bedrijf in het Verenigd Koninkrijk 30 high-end winkels onder de merknaam Harris Carpets.

## Uitbreiding naar de Benelux
In de zomer van 2002 werd Carpetright actief op de Belgische en Nederlandse markt. Initieel gebeurde dit via een joint venture met het bedrijf Interiors for Europe (IFE), maar nog datzelfde jaar kocht Carpetright IFE uit.
In mei 2004 maakte de Belgische tak van het bedrijf voor het eerst winst en in 2005 besliste het bedrijf op basis van deze successen om uit te breiden naar andere Europese landen waaronder Polen waar in 2006 in Gdansk een eerste winkel werd geopend. In 2005 nam Carpetright ook de winkels van Mays World of Carpets over. Carpetright behield Mays World of Carpets als een apart merk dat voortaan vooral op de B2B-markt zou gefocust worden.

## Bedrijf in moeilijkheden
In 2011 maakte het bedrijf voor het eerst verlies sinds de beursintroductie in 1993.
In juli 2024 werd Carpetright overgenomen door Tapi Carpets. De Belgische tak (16 winkels met 65 werknemers) vroeg op 2 september 2024 het faillisement aan. Ook in het VK werden winkels gesloten.